# Qāḍī
Il qāḍī (in arabo قاضى‎?; o kadı in lingua turca, italianizzato come cadì) era un magistrato musulmano di nomina politica cui si demandava in epoca classica l'amministrazione della giustizia ordinaria. 

Oggi con tale termine si indica un giudice, inserito in una carriera del tutto paragonabile a quella esistente nei Paesi occidentali.
Il fatto di non essere sempre un adeguato esperto nelle cosiddette "scienze religiose" (al-ʿulūm al-dīniyya) creava non infrequentemente difficoltà nell'azione di giudizio, essendo la massima parte delle leggi derivate dal Corano e dagli ḥadīth riferentesi alla tradizione del profeta Maometto, entrambe uniche fonti della sharīʿa, mentre l'apparato regolamentario era spettanza del potere politico (siyāsa shar‘iyya).
Ciò esigeva che spesso il qāḍī fosse costretto a rivolgersi a un ʿālim che, da giurisperito esperto nelle questioni più squisitamente giuridiche, assumeva la più precisa denominazione di faqīh (da fiqh, "diritto", distinto quindi dalla sharīʿa) o, nel momento in cui doveva rilasciare al Muftī (unico incaricato di emettere una fatwā) un suo parere più o meno vincolante a seconda dell'appartenenza sua e del qāḍī alla medesima scuola giuridica (madhhab).
Dal secolo XIX la sua giurisdizione non si estende più a tutto il diritto civile e penale, ma è limitata al diritto familiare.

## Il Kazi ottomano
I Qadi, nell'Impero ottomano, erano chiamati kazi o kadi ed erano competenti territorialmente su un Cazà o un più piccolo Kadiluk.

Le funzioni di un Kazi erano più estese di quelle di un giudice attuale; oltre all'applicazione delle leggi, i giudici del Kadiluk e del Kaza erano competenti su questioni quali la fiscalità e la coscrizione militare.

## Le Qadia
Sono le donne qadi.
- Kholoud Al-Faqih, Palestina.